# Papi chulo... (te traigo el mmmm...)
Papi chulo... (te traigo el mmmm...) è una canzone reggaeton prodotta dal produttore panamense El Chombo ed eseguita dalla cantante rap Lorna, anch'ella proveniente da Panama, che nel 2003 conoscerà un'immensa popolarità in Europa proprio grazie a questo brano. È divenuto uno dei tormentoni estivi del 2003.
La canzone, di genere reggaeton è stata scritta da Donalds e Rodney S. Clark. Nel 2005 è stato prodotto un nuovo remix del brano, intitolato semplicemente Papi Chulo 2005.

## Il brano
Il brano utilizza un campionamento della canzone Groove Is in the Heart dei Deee-Lite.

## Il successo
"Papi Chulo (Te Traigo el Mmmm)" entra dopo pochissimo tempo dalla sua pubblicazione nelle classifiche di Italia, Francia, Svizzera, Belgio e Paesi Bassi, conquistando rapidamente i vertici delle classifiche, arrivando persino alla prima posizione in Francia in 14 settembre 2003. In Italia il singolo del brano rimarrà per cinque settimane nella top 5, raggiungendo la seconda posizione il 4 settembre.
In realtà più che un vero e proprio successo discografico, si può parlare di un piccolo fenomeno mediatico, in quanto il brano di Lorna comincerà ad essere utilizzato in diverse trasmissione televisive, anche per scopi comici, diventando di fatto un vero e proprio tormentone. Ciò nonostante in seguito Lorna non riuscirà mai più a bissare il successo del suo singolo d'esordio, sparendo rapidamente dalle scene.
Nel 2008 la canzone è stata reinterpretata da La Pina, per diventare la sigla della trasmissione radiofonica da lei condotta Pinocchio.

## Tracce

### Versione 2003

#### 12"
Versione tedesca
Lato A
1. Papi Chulo... Te Traigo El Mmmm (Extended Mix) (5:29)

Lato B
1. Papi Chulo... Te Traigo El Mmmm (Original Version) (3:00)
2. Papi Chulo... Te Traigo El Mmmm (Radio Edit) (3:00)

Versione italiana
Lato A
1. Papi Chulo... Te Traigo El Mmmm (Re-Extended Mix) (4:32)
2. Papi Chulo... Te Traigo El Mmmm (Re-Edit Mix) (3:09)

Lato B
1. Papi Chulo... Te Traigo El Mmmm (Extended Version) (5:45)
2. Papi Chulo... Te Traigo El Mmmm (Video) (2:54)
3. Papi Chulo... Te Traigo El Mmmm (Original) (3:00)

Promo
1. Papi Chulo... Te Traigo El Mmmm

#### CD Singolo
Versione olandese
1. Papi Chulo...Te Traigo El Mmmm (Radio Version) (3:00)
2. Papi Chulo...Te Traigo El Mmmm (Extended Version) (5:45)
3. Papi Chulo...Te Traigo El Mmmm (Original) (3:00)

#### CD Maxi
Versione belga
1. Papi Chulo... Te Traigo El Mmmm (Radio Version) (3:00)
2. Papi Chulo... Te Traigo El Mmmm (Extended Version) (5:45)
3. Papi Chulo... Te Traigo El Mmmm (Instrumental) (5:30)

Versione spagnola
1. Papi Chulo... Te Traigo El Mmmm (Radio Version) (3:00)
2. Papi Chulo... Te Traigo El Mmmm (Extended Version) (5:45)
3. Papi Chulo... Te Traigo El Mmmm (Original) (3:00)

Remix Versione tedesca
1. Papi Chulo (The Remix) (Jiggy's Latin-Afro Remix) (3:22)
2. Papi Chulo (The Remix) (Radio Edit) (3:00)
3. Papi Chulo (The Remix) (Extended Mix) (5:30)
4. Papi Chulo (The Remix) (Original Version) (3:00)
5. Video - Papi Chulo (The Remix)

CD Maxi Versione australiana
1. Papi Chulo (Radio Version) (3:00)
2. Papi Chulo (Elroy & Piper's Reject Orchestra Breaks Mix) (6:04)
3. Papi Chulo (Maxi Version) (5:30)
4. Papi Chulo (Video) (3:01)

### Versione 2005
12"
Lato A
1. Papi Chulo 2005 (Extended Mix) (5:13)
2. Papi Chulo 2005 (Jiggy's Reggaeton Remix) (2:53)

Lato B
1. Papi Chulo 2005 (Original Version) (2:59)
2. Papi Chulo 2005 (Radio Edit) (2:58)

## Classifica italiana
| Italian singles chart | Italian singles chart | Italian singles chart | Italian singles chart | Italian singles chart | Italian singles chart | Italian singles chart | Italian singles chart | Italian singles chart | Italian singles chart | Italian singles chart | Italian singles chart |
| Settimane             | 01                    | 02                    | 03                    | 04                    | 05                    | 06                    | 07                    | 08                    | 09                    | 10                    | 11                    |
| --------------------- | --------------------- | --------------------- | --------------------- | --------------------- | --------------------- | --------------------- | --------------------- | --------------------- | --------------------- | --------------------- | --------------------- |
| Posizione             | 4                     | 4                     | 4                     | 3                     | 2                     | 7                     | 6                     | 6                     | 12                    | 15                    | 18                    |

## Classifiche internazionali
| Classifica (2003) | Posizione massima |
| ----------------- | ----------------- |
| Belgio (Fiandre)  | 12                |
| Belgio (Vallonia) | 2                 |
| Francia           | 1                 |
| Grecia            | 2                 |
| Italia            | 2                 |
| Paesi Bassi       | 3                 |
| Spagna            | 18                |
| Svezia            | 49                |
| Svizzera          | 12                |